# Echinogammarus pirloti
Echinogammarus pirloti är en kräftdjursart som först beskrevs av Sexton och Spooner 1940.  Echinogammarus pirloti ingår i släktet Echinogammarus, och familjen Gammaridae. Arten är reproducerande i Sverige.